# Gale (krater na Marsu)
Gale je krater na Marsu u sjeverozapadnom dijelu četverokut Aeolis. Promjer kratera je 154 km i vjeruje se da je star oko 3,5 do 3,8 milijardi godina. Areografske koordinate kratera su 5.4° južno i 137.8° istočno.
Krater je dobio ime po astronomu amateru iz 19. stoljeća, Walteru Fredericku Galeu iz Sydneya, Australija. U krater je 6. kolovoza 2012. sletio NASAin rover Curiosity i time započeo dvogodišnju misiju istraživanja geoloških i kemijskih svojstava nanosa u krateru.

### Karakteristike
Promjer kratera je 154 km i malo sjevernije od njegova središta se smjestio Aeolis Mons (poznata i kao Mount Sharp),  središnji vrhunac kratera koji se uzdiže 5.500 m iznad sjevernog dna kratera i 4.500 m iznad južnog dna kratera. Svojom visinom Aeolis Mons nadmašuje čak i rub kratera. Aeolis Mons je prekriven sedimentima koji su se taložili kroz 2 milijarde godina i u sebi nose mnoge geološke zapise iz rane prošlosti Marsa. Postoje indikacije i da je dno kratera bilo jezero koje je također iza sebe ostavilo sedimente i glinaste minerale. Na višim padinama Aeolis Monsa postoje naznake da su reljef oblikovali eolski procesi, a ne samo erozija vode.
- Topografska karta kratera.
- Perspektivni prikaz kratera.
- Mjesto slijetanja rovera Curiosity.
- Sedimentne stijene snimljene iz orbite.
- Aeolis Mons na jednoj od prvih fotografija koje je poslao Curiosity.